# Elaphria antica
Elaphria antica är en fjärilsart som beskrevs av Walker 1856. Elaphria antica ingår i släktet Elaphria och familjen nattflyn. Inga underarter finns listade i Catalogue of Life.